# Hákun Djurhuus (direktør)
Hákun Djurhuus (født 13. november 1961) er en færøsk forretningsmand. Han er uddannet civilingeniør, var direktør for Shell på Færøerne 1997–2007, og er fra 1. januar 2008 direktør i energiselskabet SEV. Djurhuus er også bestyrelsesformand for rederiet Smyril Line fra 2007, og har været bestyrelsesmedlem i Føroya Arbeiðsgevarafelag.